# Бретіла
Бретіла (рум. Brătila) — село у повіті Бакеу в Румунії. Входить до складу комуни Хеледжу.
Село розташоване на відстані 215 км на північ від Бухареста, 30 км на південний захід від Бакеу, 112 км на південний захід від Ясс, 139 км на північний захід від Галаца, 115 км на північний схід від Брашова.

## Населення
За даними перепису населення 2002 року у селі проживали 2036 осіб, усі — румуни. Усі жителі села рідною мовою назвали румунську.